# Mordellistena pendeleburyi
Mordellistena pendeleburyi es una especie de coleóptero de la familia Mordellidae.

## Distribución geográfica
Habita en Península de Malaca.